# Oliver Tom Köster
Oliver Tom Köster (* 12. Oktober 1991 in Schwerin, Mecklenburg-Vorpommern) ist ein deutscher Fantasy- und Kinderbuchautor.

## Leben
Köster ist gelernter Hotelfachmann und schreibt seit seinem 8. Lebensjahr Kurzgeschichten.
2017 begann er mit der Arbeit an seinem ersten Roman. 2020 veröffentlichte er die beiden Bücher Hotel of Fairytales und Hotel of Magical Dogs. Beide erschienen im Spica Verlag aus Neubrandenburg.
2022 folgte mit Hotel of Memories der finale Band der Reihe. 2023 gab Köster in einem Interview bekannt, er werde sich mehr auf Kinderbücher spezialisieren.
Köster lebt und arbeitet in Schwerin.

## Werke
- Hotel of Fairytales - Das Chaos beginnt, Spica Verlag GmbH, Neubrandenburg 2020 ISBN 978-3946732631
- Hotel of Magical Dogs - Das Chaos geht weiter, Spica Verlag GmbH, Neubrandenburg 2020 ISBN 978-3946732723
- Hotel of Memories - Das Chaos endet nie, Spica Verlag GmbH, Neubrandenburg 2022 ISBN 978-3985030170